# Association sportive Mitidja de Blida
 (septembre 2017).
Si vous disposez d'ouvrages ou d'articles de référence ou si vous connaissez des sites web de qualité traitant du thème abordé ici, merci de compléter l'article en donnant les références utiles à sa vérifiabilité et en les liant à la section « Notes et références ».
Actualités
L'Association sportive Mitidja de Blida (section basket-ball), est l'une des nombreuses sections du Association sportive Mitidja de Blida, club omnisports algérien basé à Blida. Le club évolue en super division, soit l'élite du championnat d'Algérie.

## Palmarès
- 1 fois vainqueur de la Coupe d'Algérie de basket-ball en 2010